# Радио «Свобода»
«Радио Свободная Европа/Радио Свобода» (РСЕ/РС; англ. Radio Free Europe/Radio Liberty, RFE/RL) — международная некоммерческая радиовещательная организация, финансируемая правительством США. Попечителем является Агентство США по глобальным медиа. Декларировало свою миссию «в продвижении демократических ценностей и институтов путём обращения к аудитории тех стран, в которых свобода прессы ограничена властями или пока не стала нормой общественной жизни». В настоящее время находится под угрозой ликвидации в связи с нежеланием Президента США Дональда Трампа и его союзников предоставлять Радио «Свободная Европа» госфинансирование.
Основана в 1949 году Национальным комитетом за свободную Европу как источник антикоммунистической пропаганды. Изначально Радио «Свободная Европа» и Радио «Свобода», были отдельными организациями, вещавшими через «железный занавес». Первая вещала на страны Варшавского договора, вторая — непосредственно на СССР. В конце 1960-х выяснилось, что на самом деле обе организации получали финансирование ЦРУ, и в 1971 году они были переведены на финансирование Конгрессом США, а в 1976 году объединены.
Организация неоднократно рассматривалась некоторыми учёными как средство распространения американской пропаганды и интересов США в целом.

## История

### Радио «Свободная Европа»
4 июля 1950 года с территории Западной Германии начала своё вещание на страны социалистического лагеря в Европе радиостанция «Свободная Европа». Первоначально вещание велось на Болгарию, Чехословакию, Венгрию, Польшу и Румынию, с 1975 года — также на Литву, Латвию и Эстонию.
«Радио Свободная Европа» начало свою деятельность с передачи американских новостей через «железный занавес» в 1950 году.
РСЕ с 1950 по 1995 гг. располагалось по одному адресу — в помещении бывшего американского военного госпиталя на Оттингенштрассе, 67 (куда в 1976 году въехало и РС).
РСЕ вело передачи из Германии, в конце 1951 года были установлены коротковолновые передающие антенны на территории Португалии.

### Радио «Свобода»
Русская служба Радио «Свобода» начала своё вещание 1 марта 1953 года под названием «Радио Освобождение». Первым её диктором стал бывший ленинградский актёр Борис Виноградов, попавший под оккупацию в Пятигорске во время Великой Отечественной войны и ушедший на Запад вместе с отступавшей немецкой армией. Вместе с ним в первой группе ведущих работали театральный режиссёр Сергей Дубровский (Сверчков) и бывшая актриса его труппы Виктория Семёнова, жена писателя и политического деятеля, члена НТС Михаила Мондича. В этом же году было начато вещание на армянском, азербайджанском, адыгейском, аварском, грузинском, ингушском, осетинском, чеченском, балкарско-карачаевском, казахском, киргизском, таджикском, узбекском, туркменском, татарском языках; через год — на белорусском и украинском, в 1960-е годы — на каракалпакском, уйгурском и крымскотатарском.
«Радио Освобождение» было создано Американским комитетом по освобождению от большевизма (Амколиб, англ. American Committee for Liberation from Bolshevism) и возглавлялось общественной эмигрантской организацией — Координационным центром антибольшевистской борьбы. К работе на «Радио Освобождение» старались не допускать членов НТС, поскольку НТС вызывал у руководства станции (как американских чиновников, так и ряда политически активных эмигрантов из других партий и движений) подозрение в тайной работе на советскую разведку.

Как вспоминает Джин Сосин:
после года радиовещания стало ясно, что глубоко засевшая этническая рознь и вражда между различными группами политических эмигрантов привели к полной несогласованности. Центр распался на два враждебных «координационных центра». Каждый считал законным только себя; один объединял русские организации, другой выступал от лица разных национальных меньшинств. В руководство Амкомлиба летели камни от экстремистов обеих сторон: русские патриоты обвиняли американцев в стремлении «расчленить» Россию, поощряя сепаратистские настроения входящих в неё народов. Представители меньшинств называли Амкомлиб послушным орудием в руках «русских шовинистов».

Для получения информации из-за «железного занавеса» сотрудники радиостанции занимались скрупулёзным мониторингом печатных СМИ, радио и телевидения СССР и других социалистических государств, встречались с выезжавшими за рубеж гражданами и перебежчиками, получали сведения от лиц, находившихся в оппозиции коммунистическим режимам, поддерживали связи с западными журналистами, аккредитованными в государствах социалистического лагеря. На радиостанциях были созданы исследовательские отделы, не только обеспечивавшие информационную поддержку вещания самих радиостанций, но и снабжавшие авторитетными обзорно-аналитическими материалами многих западных политологов. Часто сами власти социалистических государств из сводок радиоперехвата РС/РСЕ, распространявшихся для ограниченного пользования, получали сведения, которые невозможно было получить из подконтрольных им СМИ.

Логотип Радио Свободная Европа/Радио Свобода, использовавшийся до марта 2005 года

В 1950-е годы в студии в Мюнхене передачи записывались на магнитную ленту, затем катушки доставлялись за сотни километров в Лампертхайм, где находился американский армейский радиопередатчик. Мюнхенское здание, в котором размещалось РС, находилось сперва в старом здании городского аэропорта в Обервизенфельде (1953—1966), затем в Арабелла-Парке (1967—1975), после — рядом с Английским садом на Оттингенштрассе, 67 (1976—1995); нью-йоркский программный центр сперва на 47-й улице Манхэттена, затем на 42-й и под конец — по адресу: Бродвей, 1775.
РС, как и РСЕ, вело передачи из Германии, с 1955 года стало использовать передатчик на острове Тайвань для покрытия восточной части СССР, а в марте 1959 года построило и последовательно расширяло коротковолновый передающий центр на побережье Испании, в месте Плайя-дель-Пальс или просто Пальс. Там, в специально выбранном с точки зрения максимального охвата вещания и выгодного распространения радиоволн месте, был построен мощный коротковолновый радиоцентр, накрывавший вещанием европейскую часть СССР. Короткие волны дальше и качественнее распространяются при вещании с побережья, имея минимальное затухание при распространении по водной глади.
В мае 1959 года радиостанция «Радио Освобождение» изменила своё название на «Радио Свобода».

### Борьба с радиостанцией
Руководство СССР ещё в 1949 году приняло решение о создании сети глушения западных радиостанций.

Осенью 1949 г. руководство страны приняло решение о строительстве мощной всесоюзной сети радиоподавления… Крупнейшими целями радиоподавления стали радиостанции «Свободная Европа» («Radio Free Europe» — RFE) и «Свобода» («Radio Liberty» — RL). Мюнхенская штаб-квартира RFE начала работу 1 мая 1951 г. в 11 часов дня передачей чехословацкой службы. Через 5 часов появилось глушение, которое продолжалось почти 40 лет.
В качестве мер противодействия вещанию «голосов» на всей территории Советского Союза, в густонаселённых районах, вокруг крупных городов и особенно промышленных центров, была развёрнута широкая сеть радиоглушения. Глушение РСЕ/РС продолжалось долгое время после того, как для большинства зарубежных радиостанций, вещавших на СССР, оно было уже прекращено (это объяснялось тем, что остальные радиостанции: «Голос Америки», «Немецкая волна», «Би-би-си» — имели, в отличие от РСЕ/РС, государственный статус). Окончательно оно было прекращено лишь 29 ноября 1988 года. Согласно опубликованным в 2018 году на Украине архивным записям (47 документов с 1965 по 1991 год), КГБ активно следило за эфиром и деятельностью радиостанции, а также составляло аналитические и докладные материалы по этой теме для партийного руководства УССР.
В 1960-е — 1970-е гг. спецслужбы СССР и социалистических стран внедрили на Радио Свобода нескольких агентов. Впоследствии материалы об их работе на РС/РСЕ были широко опубликованы. Среди известных разведчиков: Олег Туманов (СССР), Анджей Чехович (ПНР), Павел Минаржик (ЧССР), Хрисан Христов (НРБ), Юрий Марин (СССР).
В 1978 году в Лондоне был убит, предположительно агентами болгарских спецслужб, корреспондент болгарской редакции РСЕ Георгий Марков. В 1981 году по заданию румынских органов госбезопасности в мюнхенской штаб-квартире РС/РСЕ была заложена бомба. В результате взрыва пострадало шесть человек, а зданию был нанесён огромный ущерб.

### Раскрытие связей с ЦРУ
В 1972 году американский сенатор Джеймс Фулбрайт выступил за закрытие «Свободы». Радиостанцию удалось отстоять благодаря вмешательству американских сенаторов, политологов, журналистов и общественных деятелей. Сыграло важную роль и то обстоятельство, что в печати появились материалы о манипуляции сенатором Фулбрайтом со стороны польской разведки, и, тем самым, его нападки на обе радиостанции были в значительной мере развенчаны. Неожиданным стал голос в защиту РС, пришедший из СССР и принадлежавший советскому правозащитнику Андрею Дуброву, переславшему свою статью (через Петра Якира) в Chicago Tribune под псевдонимом Герман Смирновский. Тем не менее финансирование со стороны Конгресса было сокращено, и обе станции вынуждены были уволить многих сотрудников.
В 1976 году «Радио Свобода» и «Радио Свободная Европа» объединились.

### После распада СССР
В связи с крахом социалистической системы и распадом СССР, а также в связи с провозглашением свободы слова в СССР и Восточной Европе потребность в широкомасштабной пропагандистской деятельности сошла на нет и финансирование радиостанции сократилось. Национальные редакции, работавшие на страны Восточной Европы, были большей частью закрыты: венгерская редакция прекратила работу в 1993 году, польская — в 1997 году, чешская — в 2002 году, эстонская, латышская, литовская, словацкая, хорватская и болгарская — в 2004 году, румынская — в 2008 году.
В середине 1990-х годов, в период распада Югославии, была создана балканская редакция РСЕ, вещающая на боснийском, хорватском, сербском (с 1994 года), косовском албанском (с 1999 года), черногорском (с 2000 года), македонском (с 2001 года).
По мере того как фокус американской внешней политики смещался в сторону Большого Ближнего Востока, РС/РСЕ в 1998 году начала вещание на Ирак на арабском языке и Иран на фарси — радиостанция Радио Фарда (англ. Radio Farda), филиал РС/РСЕ. В 2002 году РС/РСЕ возобновила вещание на Афганистан на дари и пушту, которое велось в 1980-е годы, во время афганской войны. 15 января 2010 года было начато вещание на местных пуштунских диалектах для населения приграничных племенных территорий Пакистана и Афганистана.
В 1995 году радиостанция перебазировалась из ФРГ в Прагу (Чехия). После распада СССР в Конгрессе США неоднократно поднимался вопрос о сокращении расходов на финансирование РСЕ/РС, поэтому предложение президента Чехии Вацлава Гавела о переводе штаб-квартиры радиостанции в Прагу, поступившее в октябре 1993 года, было одобрено уже в конце августа 1994 года. Новой штаб-квартирой стало здание бывшего Федерального собрания Чехословакии, сданное радиостанции в аренду за 1 крону в год. Вещание с территории Чехии началось с апреля 1995 года, а полностью переезд был закончен в сентябре 1995 года. В 2009 году радиостанция переехала в специально построенное современное здание недалеко от центра Праги.
В апреле 2019 года «Радио Свобода» выступило с заявлением о начале собственного расследования против своей таджикской службы — «Радио Озоди». Согласно опубликованному тексту, данное местное отделение систематически сотрудничает с «репрессивным режимом Эмомали Рахмона», стало зависимо от правительства этого государства и такая ситуация «больше не соответствует нашим ценностям». Кроме того, в ней утверждается, что структура «портит репутацию Соединённых Штатов своим провластным освещением. Напомним, что эфирное вещание названной „провластной“ службы на территории Таджикистана запрещено»[нужен лучший источник].
17 марта 2022 было объявлено об открытии журналистских бюро в Вильнюсе (будут работать журналисты белорусской службы Радио Свобода и Настоящего Времени, рассчитанных на русскоязычную аудиторию Беларуси) и Риге (мультимедийное бюро, где будут работать журналисты Радио Свобода и Настоящего Времени).
По состоянию на октябрь 2018 года вещание ведётся на 26 языках на 23 страны Восточной Европы, Центральной Азии, Ближнего и Среднего Востока. Помимо эфирного вещания, «Радио Свобода» также ведёт вещание через интернет и создаёт телевизионные передачи. Штаб-квартира организации находится в Вашингтоне, программный центр — в Праге (до конца августа 1995 года находился в Мюнхене), также имеются 17 региональных бюро.
По данным официального сайта «Радио Свобода», в РСЕ/РС работают около 400 штатных журналистов и около 750 фрилансеров.

#### Преследование в России
5 декабря 2017 года организация была внесена Минюстом РФ в реестр «иностранных агентов». Она, вместе с 8 другими американскими общественными каналами, стала первым «СМИ-иноагентом».
19 октября 2023 года по обвинению в нарушении российского закона об иностранных агентах была арестована редактор татаро-башкирской службы Радио «Свобода» Алсу Курмашева. Позже ей было добавлено обвинение в распространении ложной информации о российской армии. Суд несколько раз принимал решение о продлении ареста.
20 февраля 2024 года Минюст России внёс издание в реестр «нежелательных организаций».

## Языки и география вещания

### Языки вещания
- Весь мир:
  - Английский язык;
- Восточная Европа:
  - Белорусский язык;
  - Украинский язык;
  - Русский язык;
  - Румынский язык;
  - Крымскотатарский язык;
  - Башкирский язык, татарский язык;
- Балканы:
  - Сербохорватский язык, боснийский язык, сербский язык;
  - Македонский язык;
  - Албанский язык;
  - Румынский язык;
  - Болгарский язык;
- Кавказ:
  - Русский язык;
  - Армянский язык;
  - Азербайджанский язык;
  - Грузинский язык;
  - Чеченский язык[39];
  - Аварский язык;
- Средняя и Передняя Азия:
  - Английский язык;
  - Русский язык;
  - Казахский язык;
  - Киргизский язык;
  - Персидский язык;
  - Дари;
  - Таджикский язык;
  - Туркменский язык;
  - Узбекский язык;
  - Пушту.

В 1970-е годы было прекращено вещание на ряде языков СССР: адыгейском, аварском, ингушском, осетинском, уйгурском, чеченском, балкарско-карачаевском, каракалпакском.
В 2002 году на «Радио Свобода» было начато ежедневное часовое вещание на регионы Северного Кавказа. Вещание включало в себя три 20-минутные программы на чеченском, аварском и черкесском языках (первоначально для программ на каждом из языков выделялось лишь по 15 минут, а оставшиеся 15 минут занимали русскоязычные программы для жителей Северного Кавказа).
В октябре 2009 года было начато вещание на русском языке на Абхазию и Южную Осетию (программа «Эхо Кавказа»).
В 2014 году, после аннексии Крыма и начала войны на Донбассе, украинская служба «Радио Свобода» открыла региональные проекты: «Крым. Реалии» и «Донбасс. Реалии». «Крым. Реалии» вещает не только на русском и украинском языках, но и на крымскотатарском.
31 мая 2016 года Северокавказская служба «Радио Свобода» была сокращена. Черкесская и аварская редакции были распущены. Чеченская редакция продолжит работу в расширенном формате. Соответственно вещание Северокавказской службы сократилось до ежедневной 20-минутной программы на чеченском языке утром и вечером.
1 октября 2016 года Татарская и Северокавказская службы «Радио Свобода» прекратили радиовещание на татарском и чеченском языках. Радиопрограмма на чеченском языке сокращена до вечернего 20-минутного выпуска в виде ежедневного подкаста на сайте, ныне вместо подкастов записываются отдельные аудиорепортажи. Тогда как татарская служба «Радио Свобода» прекратила выпускать радиопрограммы и подкасты на татарском языке, продолжив свою работу в интернете.
Во второй половине 2016 года начали свою работу сайты «Idel.Реалии», и «Кавказ.Реалии»; в октябре 2017 года — факт-чек-проект «Фактограф», в ноябре 2017 года — «Сибирь.Реалии».

### География вещания
- Абхазия
- Азербайджан
- Армения
- Афганистан
- Беларусь
- Болгария
- Босния и Герцеговина
- Венгрия
- Грузия
- Иран
- Казахстан
- Киргизия
- Косово
- Молдавия
- Пакистан
- Румыния
- Северная Македония
- Сербия
- Таджикистан
- Туркменистан
- Узбекистан
- Украина
- Черногория
- Южная Осетия

Вещание прекращено
(согласно информации о годах прекращения вещания в некоторых странах на официальном сайте)
- Польша (1997)
- Чехия (2002)
- Словения (2003)
- Хорватия (2003)
- Словакия (2004)
- Эстония (2004)
- Латвия (2004)
- Литва (2004)[46]
- Ирак (2015)
- Россия (2022)

Вещание запрещено
Эфирное вещание запрещено по политическим мотивам в России, Беларуси, Азербайджане, Иране, Таджикистане, Туркменистане и Узбекистане.
По некоторым данным, согласно закону Смита — Мундта, радиостанциям, в финансировании которых частично участвуют государственные органы США, в том числе и некоммерческой международной радиокорпорации «Радио Свобода», запрещается осуществлять вещание непосредственно для американских граждан. Противники РС/РСЕ считают целью этого желания оградить граждан США от пропагандистских заявлений своего собственного правительства, в то время как сторонники РС/РСЕ считают, что вещание радиостанции в США нецелесообразно, так как радиостанция изначально задумывалась как рупор идей демократии, свободы и прав человека именно в несвободных странах.

## Влияние на коммунистический блок
В течение многих десятилетий «Радио Свобода» предоставляло своей многонациональной аудитории в СССР и других странах Восточной Европы факты советской истории и современной действительности, скрывавшиеся от народа и не освещавшиеся в официальных СМИ, а также информацию о деятельности лиц и организаций, выступавших против коммунистических режимов в СССР и других странах Восточной Европы, и репрессиях властей в отношении них.
Радиостанция предоставляла трибуну опальным и нонконформистски настроенным политическим деятелям, перебежчикам, «отказникам», диссидентам, известным творческим работникам Советского Союза и стран Восточной Европы. В этот период с РС/РСЕ постоянно сотрудничали Василий Аксёнов, Петр Вайль, Владимир Войнович, Александр Галич, Александр Генис, Анатолий Гладилин, Сергей Довлатов, Геннадий Кацов, Анатолий Кузнецов, Виктор Некрасов, Александр Варди, Андрей Синявский. На волнах радиостанции читали литературные произведения, философские эссе, мемуары, устраивались «круглые столы» и диспуты на культурные и политические темы. Благодаря «Радио „Свобода“» аудитория в СССР и Восточной Европе смогла ознакомиться со многими произведениями, известными только в «самиздате».

«…была возможность самим диссидентам, оппозиции, самим русским силам дать звучать своему мнению. Это мнение практически не ограничивалось… В принципе, любой человек мог говорить, не приспосабливаясь, то есть не оппортунистически, не подлаживаясь под американские вкусы, а именно говорить, что он хочет. Может быть, не всегда всё. И в этом плане, я думаю, что радиостанция играла очень большую роль». — Глеб Рар .
Советские историки утверждали, что среди работников РСЕ были коллаборационисты Второй мировой войны: в частности, заведующим армянской редакции радиостанции являлся бывший выпускник разведшколы абвера Левон Карташян (получивший документы на фамилию Мкртчан), одним из дикторов являлся бывший коллаборационист Дудин (выступавший перед микрофоном под псевдонимом Николай Градобоев).
В начале 1980-х годов, с приходом к власти в США администрации Рейгана и назначением директором РСЕ/РС бывшего сенатора-республиканца Джеймса Бакли, стали раздаваться обвинения в адрес руководства радиостанции в том, что оно попало под влияние крайне правых сил и тон основных передач стали задавать выразители идей русского национализма и антисемитизма, к которым относили прежде всего Александра Солженицына. Комиссия Конгресса не нашла в работе радиостанции существенных нарушений, хотя рекомендовала ужесточить контроль за эфиром. Несколько позднее, в 1986 году, обвинения Русской службы в выпуске программ, «враждебных духу плюрализма и демократии», были вновь выдвинуты в специальном докладе о вещании США на СССР, подготовленном по заказу американского Хельсинкского комитета внештатным корреспондентом радиостанции Людмилой Алексеевой; этот доклад вызвал широкий резонанс и стал основой для новых претензий со стороны конгрессмена Лоуренса Смита.
Однако есть и другая точка зрения на эти обвинения, существует мнение, что они представляли собой «контратаку» западнической части сотрудников радиостанции (из третьей волны эмиграции) в ответ на обвинения их в русофобии и поощрении сепаратизма в национальных республиках СССР, что противоречило «Профессиональному кодексу РС» (подобная деятельность резко усилилась в годы перестройки, когда главным редактором Русской службы стал В. Матусевич). Такие обвинения звучали и в интервью Солженицына, и в обращениях архиереев, и даже Собора Русской православной церкви за границей к руководству США, и из православно-патриотических кругов в СССР.
Со своей стороны, советское руководство и власти стран Восточной Европы рассматривали РСЕ/РС как информационное оружие Запада в холодной войне, орудие западной пропаганды, направленное на возбуждение общественного недовольства действиями власти, формирование массовой оппозиции правящему режиму, разжигание межнациональной розни в СССР, поощрение идей национальной исключительности, подрыв единства социалистического лагеря. Советские власти характеризовали деятельность радиостанции как «клеветническую» и как «идеологическую диверсию», направленную на подрыв «единства советского общества» и социалистической системы.
Деятельность РС/РСЕ в годы холодной войны высоко оценивали такие видные антикоммунисты, как Вацлав Гавел, Лех Валенса, Адам Михник. По их мнению, значение радиостанции, прежде всего как надёжного источника новостей, было трудно переоценить.

## Сравнение русской и украинской служб
В эфире радио «Свобода» выступают различные эксперты. На украинской и русской службах радио «Свобода» часто выходят сюжеты на исторические темы. Исторические материалы на радио «Свобода», как правило, выполняют функцию «информационного эха» — реакции на те или иные современные важные события (например, на заявление видного политика или общественного деятеля). Иногда исторический материал выходит в виде лонгрида или развернутого интервью.
При этом существуют заметные различия в исторических материалах в редакциях радио «Свобода» на разных языках. Кандидат исторических наук Николай Николаев на основе анализа контента русской и украинской служб радио «Свобода» за 5 лет (вторая половина 2010-х годов, то есть вышедшего в первые годы после украинского кризиса) выявил следующие отличия:
- Авторы русской службы стремятся к демифологизации российской истории (дореволюционного, советского и постсоветского периодов);
- Авторы украинской службы склонны заниматься «патриотическим мифотворчеством»;
- Либеральный, критический и регионалистский нарратив русской службы;
- Националистический, комплиментарный и унитарно-централистский нарратив украинской службы;
- Русская служба служит площадкой для авторов прежде всего либеральных взглядов;
- Русская служба приветствует пересмотр сложившихся представлений о прошлом и российской мемориальной политики;
- Украинская служба приглашает исследователей прежде всего с националистическими и патриотическими взглядами;
- Украинская служба «Радио Свобода» последовательно отстаивает идею государственно-исторической преемственности: Киевская Русь → Галицкое княжество → Гетманщина → Украинская Народная Республика → Украина;
- Русская служба радиостанции в основном рассматривает Древнерусское государство как «общее наследство»;
- Украинская служба постоянно ностальгирует о потерянных территориях, возмущается русификацией и гордится участием украинцев в колонизации окраин;
- Украинская служба позитивно оценивает процессы декоммунизации (дерусификации), а также формирует образ Украины как жертвы политической, гуманитарной и культурной агрессии со стороны России. Особое место занимают попытки украинизации общего наследия;
- Русская служба поддерживает «ленинопад», но выступает за частичную или полную историческую «реабилитацию» «антигероев» российского имперского нарратива и позитивно оценивает акты их мемориализации.

Объединяло во второй половине 2010-х годов обе редакции (русскую и украинскую) негативное отношение к имперской идее, а также частое приглашение в качестве экспертов лиц, известных радикальными взглядами. Например, на радио «Свобода» выступал публицист Е. Н. Понасенков. Николаев отметил, что приглашенные эксперты радио «Свобода» использовали эфир для заочной критики своих оппонентов — например, историк С. Н. Плохий критиковал заочно книгу российского коллеги А. И. Миллера. Это касается не только историков. На радио «Свобода» выступали Епифаний и Филарет, а представителей Русской православной церкви не приглашали.
Обсуждение любой исторической темы на радио «Свобода» носило агрессивный, воинственный характер. Часто обсуждение обращалось к эмоциям аудитории радиостанции, к их общественным убеждениям. Этому способствовало то, что экспертов для групповой дискуссии подбирали с близкими взглядами. Николаев привел пример — на обсуждении салютов в честь освобождения городов в годы Великой Отечественной войны из пяти экспертов четверо были с Украины.
Иногда радио «Свобода» приглашает в качестве гостей известных исследователей, которые анализируют малоизвестные или дискуссионные вопросы российско-украинской истории.

## Комментарии
1. ↑  25 марта 2014 года – пять лет назад начал работу интернет-сайт Крым.Реалии. Он создавался в непростых условиях, когда Крым уже был захвачен российскими войсками, а российские и подконтрольные им крымские власти вытесняли с полуострова независимые СМИ. Это обстоятельство и послужило тому, что руководством международной медиакорпорации RFE/RL было решено создать крымскую редакцию – СМИ для тех, кто остался на полуострове в российских реалиях[40].